# Gorka Larrea García
Gorka Larrea García (* 7. April 1984 in Donostia-San Sebastián) ist ein ehemaliger spanischer Fußballspieler.

## Spielerkarriere
Gorka Larrea startete seine Karriere als Fußballer beim baskischen Traditionsclub Real Sociedad aus seiner Heimatstadt San Sebastián. Von 2002 bis 2005 spielte der Mittelfeldspieler im B-Team der "Txurri Urdin", zunächst in der Tercera División, danach zwei Jahre lang als Stammspieler in der dritten Liga. In der Saison 2003/04 gab Larrea sein Erstliga-Debüt für die Basken.
Nachdem er sich nicht dauerhaft in der ersten Mannschaft durchsetzen konnte, wurde Gorka Larrea für die Saison 2006/07 an den Zweitligisten UD Almería ausgeliehen. Dort wurde er Stammspieler mit zwei Toren in 28 Spielen und stieg am Saisonende mit seiner Mannschaft auf. Im Sommer 2007 kehrte der Mittelfeldspieler zu seinem Stammverein Real Sociedad zurück.
Doch auch nach dem Leihgeschäft konnte er sich bei Real Sociedad nicht durchsetzen und wechselte zur Levante UD, wo er sich schnell in die Stammelf spielen konnte. In der Saison 2010/11 hatte er jedoch auch dort seinen Stammplatz verloren und wechselte schließlich im Sommer 2011 zum CD Numancia in die Segunda División. Nach zwei Spielzeiten verließ er den Verein und fand erst 2014 in den USA einen neuen Arbeitgeber; nach erneuter, diesmal einjähriger Vereinslosigkeit beschloss er dann seine Karriere bei den Indy Eleven.

## Erfolge
- 2006/07 – Aufstieg in die Primera División mit UD Almería